# Kon Sasaki
Kon Sasaki (佐々木 崑, Sasaki Kon) (2 novembre 1918 - 27 mars 2009) est un photographe japonais, lauréat du « prix annuel » de l'édition 1972 du prix de la Société de photographie du Japon.